# Горбачі (Львівський район)
Горбачі́ — село в Україні, у Щирецькій селищній громаді Львівського району Львівської області. Населення становить 753 особи.

## Населення
За даними Всеукраїнського перепису населення 2001 року, у селі проживало 753 особи. Мовний склад села був таким:
| Мова       | Число ос. | Відсоток |
| ---------- | --------- | -------- |
| українська | 750       | 99,60    |
| російська  | 1         | 0,13     |
| білоруська | 1         | 0,13     |
| інші мови  | 1         | 0,13     |

## Історія
У податковому реєстрі 1515 року в селі документується піп (отже, уже тоді була церква), 5 ланів (близько 125 га) оброблюваної землі в оренді Чобота і ще 1/2 лану в оренді Самбора.

## Пам'ятки
- Дерев'яний храм святого Ігнатія, збудований у 1712—1734 роках та дзвіниця церкви Святого Ігнатія, збудована 1734 року. Церква належить парафії сщмч. Ігнатія Богоносця Пустомитівського деканату Львівської єпархії ПЦУ. Храм з дзвіницею внесені до реєстру пам'яток архітектури під охоронними № 471/1 та № 471/2 відповідно.
- Пам'ятник Тарасові Шевченку, виготовлений і встановлений за кошти сільської громади (головою ініціативного комітету був Теодор Михайлів) та відкритий 21 червня 1914 року[4].